# Бемко Володимир
Володимир Бемко (16 вересня 1889, Козова, Тернопільська область — 15 серпня 1965, Нью-Йорк, США) — український галицький правник, громадський діяч, військовик (сотник УГА).

## Життєпис
Закінчив гімназію в Бережанах у 1909 році, вивчав право у Львівському та Ягеллонському університетах. За участь у студентському страйку у Львові 1 липня 1910 року був поміщений австрійською владою до в'язниці протягом 3 місяців.
Як солдат 24-го полку австрійської армії брав участь у першій світовій війні на сербському та італійському фронтах, був поранений і отримав звання поручника.
Ініціатор таємного «Військового комітету» в Коломиї і організатор Листопадового чину на Покутті. З весни 1919 р. заступник державного секретаря військових справ ЗУНР у Станиславові. Комендант військового округу «Нижнів» у травні 1919 року. Заступник коменданта «Етапної Команди» УГА. Зв'язковий старшина УГА при штабі Добровольчої армії генерала Шиллінга в Одесі у січні 1920 року. Заступник голови «Ліквідаційна Комісії» УГА в Києві у травні 1920 року. Пережив жахливий «Чотирикутник смерті», під час якого важко хворів (тиф).
У міжвоєнний період працював адвокатом у Бережанах (його канцелярія знаходилась на першому поверсі «Народного Дому»). Також був головою філій товариства «Рідна школа», Повітового Союзу Кооператив, Бережанського «Українбанку», «Народного Дому», повітового комітету УНДО. За активну діяльність на благо української громади повіту мав чимало конфліктів з окупаційною владою: неодноразово отримував грошові штрафи, заарештовувався поліцією, при цьому кілька чи кільканадцять тижнів перебував у буцегарні.
У 1944 році емігрував до Австрії, 1953 року — до США (Ньюарк, штат Нью-Джерсі). Один з ініціяторів видання збірника «Бережанська Земля» (том 1. — 1970 р.), автор у ньому нарису «Бережани-Бережанщина».
Похований на цвинтарі «Hollywood Cemetery» (Union, N. J.).

## Нагороди
- Воєнний хрест УНР (30.10.1961)[4]

## Вшанування пам'яті
- Почесний громадянин Бережан (2000)

## Вибрані твори
- Бережанська Земля. Історично-мемуарний збірник. / Український архів, том XIX. — Видавець: Комітет «Видавництва Бережани», Нью Йорк, 1970. — XV + 877 с. — Зміст № 1 [Архівовано 25 вересня 2015 у Wayback Machine.],  — Зміст № 2 [Архівовано 25 вересня 2015 у Wayback Machine.] // Галичина Непохитна [Архівовано 1 серпня 2015 у Wayback Machine.]. Упорядник Роман Король [Архівовано 25 вересня 2015 у Wayback Machine.]
- Посмертна згадка сл. п. д-ра Володимира Бемка // Бережанська Земля. — Нью Йорк, 1970. — С. VI—VIII.
- Д-р Володимир Бемко. Бережани — Бережанщина // Бережанська Земля. — Нью Йорк, 1970. — C. 8—314.
- Бемко В. Галичани в Одесі // Українська Галицька Армія: матеріали до історії. — Вінніпег: Вид-во Д. Микитюка, 1958.
- Бемко В. Ліквідаційна комісія УГА // Українська Галицька Армія: матеріали до історії. — Вінніпег: Вид-во Д. Микитюка, 1958.

## Галерея

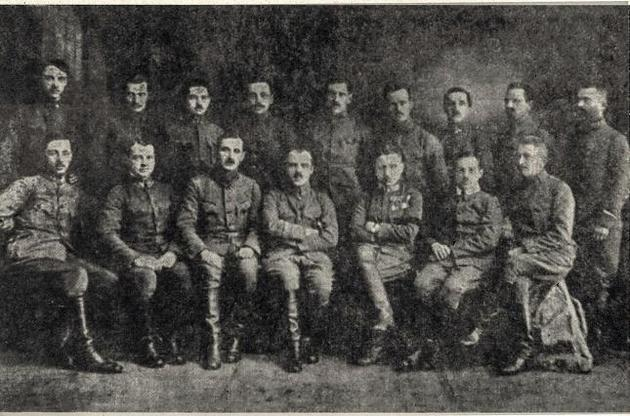
Державний секретаріат військових справ ЗУНР, лютий 1919
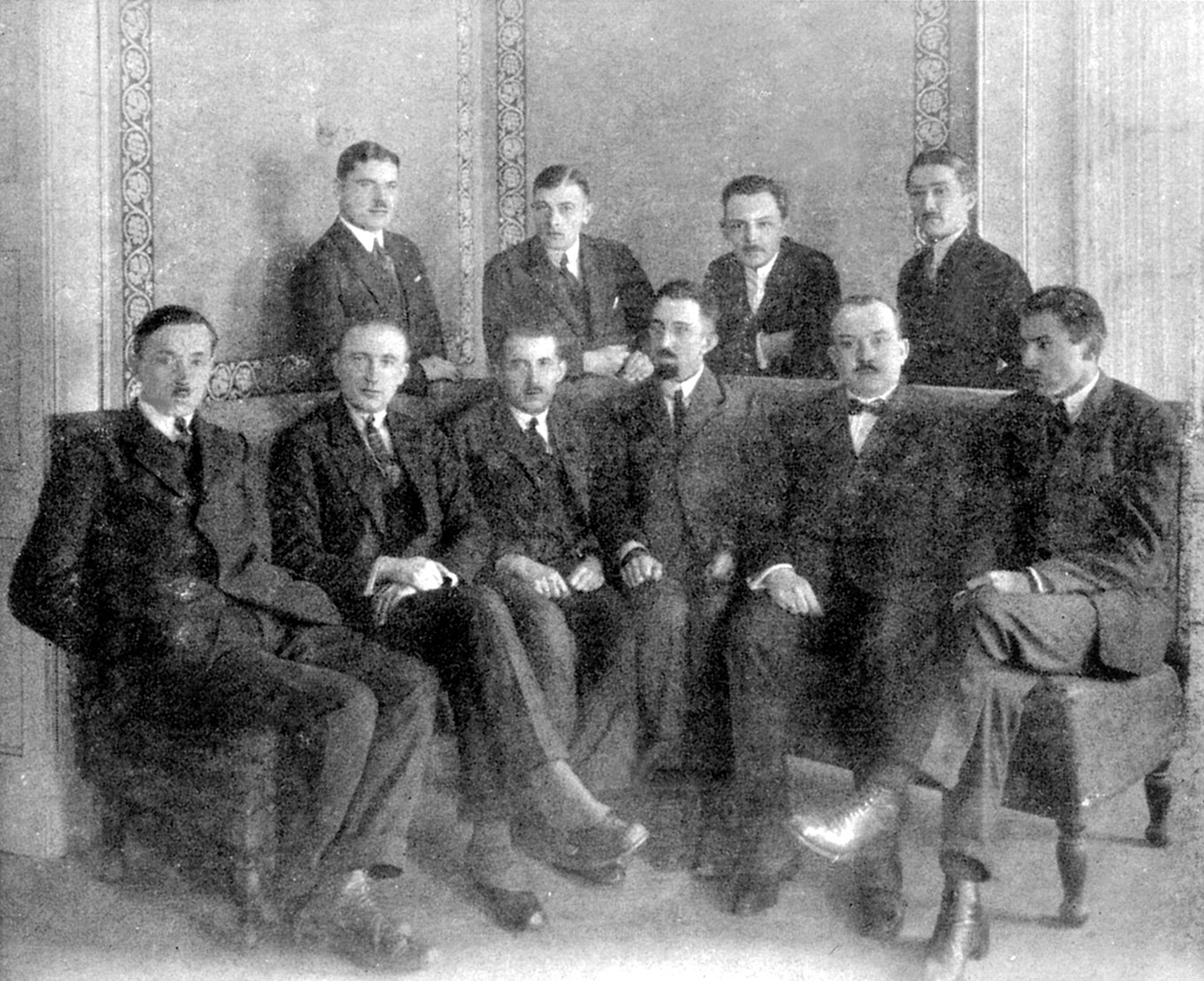
Конференція Начальної Команди УВО.